# Gmina Krasne (Powiat Przasnyski)
Die Gmina Krasne ist eine Gemeinde im Powiat Przasnyski der Woiwodschaft Masowien, Polen. Ihr Sitz ist das gleichnamige Dorf.

## Gliederung
Zur Landgemeinde Krasne gehören 26 Dörfer mit einem Schulzenamt:
Bartołdy
Brzozowo Wielkie
Gorąca
Grabowo Wielkie
Kozin
Kraski-Ślesice
Krasne
Krasne-Elżbiecin
Kurowo
Milewo-Brzegędy
Milewo-Szwejki
Milewo-Tabuły
Milewo-Rączki
Mosaki-Rukle
Mosaki-Stara Wieś
Niesiobędy
Nowe Żmijewo
Nowokrasne
Pęczki-Kozłowo
Stary Janin
Szlasy-Umiemy
Wężewo
Zalesie
Zielona
Żbiki
Żbiki-Gawronki
Weitere Ortschaften der Gemeinde sind:
Augustów
Barańce
Brzozowo Małe
Dąbki
Dębowa Karczma
Filipy
Godacze
Grabowo Gęsie
Grabówko
Gustawin
Helenów
Iłówko
Jaźwiny
Kamienice-Ślesice
Kurówko
Łyszkowo
Milewo-Bylice
Milewo-Gawary
Milewo-Kulki
Milewo-Ruszczyny
Nowa Wieś
Szlasy-Leszcze
Szlasy-Umiemy Zielonki
Żbiki-Antosy
Żbiki-Kierzki
Żbiki-Starki

## Persönlichkeiten
- Adam Stanisław Krasiński (1714–1800), Bischof, Präsident des Krontribunals und Gründer der Konföderation von Bar; gestorben in Krasne.